# Cutzamala de Pinzón
Cutzamala de Pinzón (del náhuatl: cotzamálotl, la ‘ comadreja, lugar’‘ lugar de comadrejas’) es una población mexicana del estado de Guerrero, ubicada en la región de Tierra Caliente de dicha entidad. Es cabecera del municipio de Cutzamala de Pinzón. 
A la población la atraviesa la Carretera Federal 134 que viene procedente de Naucalpan de Juárez, Estado de México y al entrar en territorio del estado de Guerrero comunica a Cutzamala con el puerto de Zihuatanejo, en orientación norte-sur.

## Toponimia
El libro "Cutzamala Magia de un Pueblo" del Ing. Alfredo Mundo Fernández desglosa en detalle el significado correcto del nombre de Cutzamala, la ciudad que desde principios del siglo XV se llamó Apatzingani hasta principios del siglo XVI en que los españoles lo cambian nuevamente a Cutzamala, tal vez desde que Hernán Cortés crea su encomienda en 1528, según un documento del Archivo de Indias en Sevilla, España, como lo aclara. La palabra Cutzamala se deriva de los vocablos nahuas cutzamálot (comadreja) y la (lugar) lo que se puede traducir como lugar de comadrejas. Este significado lo dan Las Relaciones Geográficas de la Diócesis de Michoacán, en particular La Relación de Xochitlán o Ajuchitlán, según "Cutzamala Magia de un Pueblo" e "Historia de Tierra Caliente". Dice que la citada Relación de Ajuchitlán fue escrita en 1579 por el Corregidor Diego Garcés a quien apoya el gran conocedor de las lenguas tarasca y cuitlateca don Antón de Rodas y los más "viejos de los naturales" de los pueblos. Cutzamala está en náhuatl y significa "Lugar de Comadrejas" debido a que ahí veneraban a un gran ídolo parecido a una comadreja; aclara también que antes Cutzamala había tenido el nombre de Apatzingani. A fines del siglo XIX Antonio Peñafiel escribe su libro donde dice que Cutzamala significa "arco iris", pero está equivocado y aún no se descubrían Las Relaciones Geográficas de la Diócesis de Michoacán que las imprime el gobierno mexicano en 1905 habiendo sido descubiertas y compiladas por el historiador Francisco del paso y Troncoso en España. Peñafiel equivocadamente dice que Cutzamala proviene de "cozamálotl" en náhuatl que significa "arco iris", lo cual es erróneo de acuerdo a la Relación de Ajuchitlán de 1579. Cutzamala tiene como raíz etimológica a Cutzamalot en náhuatl que significa "comadreja" como lo dice el Diccionario Náhuatl de la UNAM de 2006. Otras palabras que también significan "Comadreja" en náhuatl son Cutzámatl y Cozahtli. El Códice Jucutácato, que trata sobre los toltecas en Cutzamala, le llama justamente Cutzamalot.
El agregado de Pinzón lo lleva en honor al militar Eutimio Pinzón por Decreto Número 5 del 14 de junio de 1871, emitido por el entonces gobernador de Guerrero Francisco O. Arce, vigente en un principio solo para el municipio de Cutzamala de Pinzón. En 1930, la cabecera adoptó la misma denominación.

## Historia
El libro Cutzamala Magia de un Pueblo del ingeniero Alfredo Mundo Fernández dice que Cutzamala fue fundado cerca del año 400 d. C. por un grupo de Los Mezcala que en 2002 fue reconocido como cultura arqueológica por los investigadores del INAH. Los Mezcala eran de la raza nahoa y construyeron pueblos en la orilla del Balsas y sus afluentes; eso pasó en Cutzamala en lo alto de una loma.
Sigue diciendo la obra citada y también Historia de Tierra Caliente que alrededor de 800 años después, en el siglo XII, fue repoblado por los toltecas un poco después del año de 1100 de nuestra era. Cuando la ciudad de Tula fue incendiada y destruida, uno de esos grupos que salieron huyendo con sus familias llega a Tzacapu donde muere su caudillo, pero la valiente viuda los acaudilla llegando a un lugar en donde reúnen a los indígenas y les enseñan la metalurgia. Esa mujer tenía el sobrenombre de Cutzamalot que significa Comadreja, debido a su astucia e inteligencia. Todo esto, dice, está en el Códice Jucutácato. La Comadreja en náhuatl se dice Cutzamalot, Cutzámatl y Cozahtli, pero en el Códice usan el de Cutzamalot, y por eso al salir le ponen al pueblo ese nombre como homenaje a la valiente mujer, aunque algunos de decían Cutzámatl. Aproximadamente en 1410, Cutzámatl o "Cutzamalot" es conquistado por los tarascos que le llaman Apatzingani que en su lengua significa lugar de la comadreja.
El rey tarasco Tzitzipandacuare fue atacado en varias ocasiones por los aztecas, que tenían intenciones de dominarlos. El rey azteca Axayácatl, quien hizo una campaña llevando miles de hombres a atacarlos pero los tarascos o purépechas siempre los derrotaron. Tzitzipandacuare instala guarniciones militares en Taximaroa (hoy Ciudad Hidalgo) y en el entonces Apatzingani (hoy Cutzamala). La guarnición tarasca de Cutzamala defendía a la actual Tierra Caliente desde Ajuchitlán hasta Tzacapuato y Tiquicheo y tenía una cantidad de diez mil guerreros tarascos según "Las Relaciones Geográficas de Michoacán" escritas en 1579. Esta guarnición la reforzó Zuangua, el hijo del rey Tzitzipandacuare cuando sustituye a su padre. El historiador y general Francisco del Paso y Troncoso sostiene que cuando hubo guerras entre aztecas y tarascos ocurrían en la Tierra Caliente. En Cutzamala Magia de un Pueblo se dice que en 1998 la FAMSI de Pensilvania, EUA, realiza exhaustivos estudios arqueológicos en el corredor Cutzamala-Oztuma además de consultar Las Relaciones Geográficas del siglo XVI de Michoacán. El equipo estuvo dirigido por el Dr. Jay E. Silverstein y obtiene por resultado que la guerra entre tarascos y aztecas de 1480 a 1520 fue entre Cutzamala por parte de los tarascos y Oztuma por parte de los aztecas, en plena Tierra Caliente. El rey tarasco Tzitzipandacuare personalmente dice a los diez mil jóvenes guerreros de Apatzingani (hoy Cutzamala)que tienen que atacar y tomar a Oztuma y no esperar a que los ataque. Los jóvenes tarascos, dice el ingeniero Alfredo Mundo Fernández en Cutzamala Magia de un Pueblo, atacaban frecuentemente a los aztecas de Oztuma e iban en "cueros", es decir desnudos, y pintados de negro por el dios Apatzi que adoraban en Cutzamala y que era el dios de la Muerte en la Mitología Tarasca. Los jóvenes tarascos de la guarnición de Cutzamala, entonces llamado Apatzingani, toman los cinco fuertes de Oztuma en 1520 después de una ardua batalla, según se narra con detalle en La Relación de Oztuma, dice el extenso informe del Dr. Silverstein. Así termina la guerra entre tarascos y aztecas y la imperial Cutzamala se retira a sus dominios con el deber cumplido. 
En "Historia de Tierra Caliente" y en "Cutzamala Magia de un Pueblo" del Ing. Mundo se dice que Cutzamala tuvo una gran participación en la Guerra de la Independencia, tal que en diciembre de 1813 Morelos reúne a sus oficiales Mariano Matamoros, Hermenegildo Galeana y Nicolás Bravo en Cutzamala, ascendiendo a 6900 hombres, treinta cañones de todos los calibres y varias culebrinas, y de ahí se lanza a atacar Valladolid (hoy Morelia). A fines de mayo de 1815, Morelos festeja el Día de Corpus en Cutzamala con gran solemnidad y escucha misa en la monumental iglesia al lado del fray Tomás Pons; en la tarde ve la Procesión desde su alojamiento en la plaza y al día siguiente le dan un banquete ahí mismo. En la Guerra de Reforma, tuvo también una gran participación y se llega al Sitio de Cutzamala de 1860. Fueron 45 días de lucha en que al final estuvo toda la División del Sur para desalojar del pueblo a los conservadores de Juan Vélez, apoyado por Juan Vicario. Los Liberales, de tal División, estaban al mando de los generales Diego Álvarez, José María Arteaga y Vicente Jiménez, gobernador del Estado. Ganan los liberales y el mismo presidente Benito Juárez estuvo al corriente del éxito, según cartas encontradas en su archivo. 
En Cutzamala nació el Dr. Eusebio S. Almonte en 1869, dice la citada obra. Fue hijo de Martina Almonte que era nieta del Generalísimo don José María Morelos y Pavón, por lo que era biznieto del célebre caudillo del Sur. A fines del siglo XIX en la Ciudad de México Eusebio y otros jóvenes guerrerenses protestan contra la imposición de gobernadores en Guerrero por parte de Porfirio Díaz. El joven Almonte lo ataca en su periódico EL ECO DEL SUR fundado por él en Cuautla en 1898, pero se traslada con los demás muchachos a Mochitlán cerca de Chilpancingo para levantar gente; pero Díaz les manda al chacal Victoriano Huerta y todos huyen disfrazados, dejando solo al Dr. Almonte que no renuncia a sus ideales. Los aprehenden en Mezcala y lo fusilan en la Cañada del Zopilote el 5 de junio de 1901. Antes de la descarga dijo "Soldados, soy inocente. Mi delito es haber luchado en la prensa por la felicidad de Guerrero. Ojalá y mi sangre haga la felicidad de mi querido Estado." Al triunfo de la Revolución trasladan sus restos a Chilpancingo y hoy están en la Rotonda de los Hombres Ilustres en esa ciudad capital. El Dr. Eusebio S. Almonte fue también periodista y poeta. En "Cutzamala Magia de un Pueblo" se publica su fotografía y más detalles de su obra.
Su iglesia fue calificada de Magnífica, Soberbia y Catedral de la Comarca por el Canónigo Doctoral de Morelia, el Dr. Romero. Morelos la llamó "la mejor de Tierra Caliente". En la Revolución también destacó con varios sitios de guerra con Jesús H. Salgado, Nabor Mendoza, Custodio Hernández, entre otros.
Las dos batallas más importantes en Cutzamala fueron la de 1912 y la del 10 de mayo de 1917. En esta última sitian a Cutzamala los Pronunciados del general Jesús H. Salgado, el general Custodio Hernández, el general Nabor Mendoza El Coyote, el general Inocencio Quintanilla del Estado de México y los principales caudillos de la región. En Cutzamala estaban los federales a los que llamaban "los pelones" carrancistas al mando del Coronel Guillermo Vázquez Moctezuma y Epigmenio y Genaro Carvajal. Los hombres del general Quintanilla eran conocidos como "los quintanillas" y temibles por su crueldad. En la hoy Colonia El Barco violaron y mataron a una mujer y este suceso dio por resultado una leyenda urbana ocurrida en "el cruce de caminos". Tras 5 días de lucha encarnizada en Cutzamala llega el general Cipriano Jaimes con gente de Pungarabato, Coyuca y Tlalchapa y los Pronunciados se alejan.
El Escudo Etimológico e Histórico de Cutzamala existe desde hace más de 40 años y consta de lo siguiente: dentro de un círculo rojo como bordura de gules que significa la sangre derramada por Cutzamala en los tres grandes movimientos sociales de México, hay una comadreja que es la raíz etimológica de donde se deriva el nombre de Cutzamala del náhuatl Cutzamalot; también está la iglesia que representa dos cosas: la riqueza de Cutzamala en la Colonia con sus seis minas del cerro Alba de Liste de donde se utilizó la abundante plata para su construcción de 1555 a 1565 con exquisita arquitectura plateresca, y la otra representa su historia ya que fue muy disputada en la Independencia, la Reforma y la Revolución Mexicana en que fue una "fortaleza inexpugnable" como dice un oficio que está en la Secretaría de la Defensa Nacional. El arco iris representa la Apacibilidad que tuvo después de su participación en aquellos movimientos. Todo se narra detalladamente en Cutzamala Magia de un Pueblo y Crónicas de Tierra Caliente, ambos del ingeniero Alfredo Mundo Fernández.

## Demografía

### Población
Conforme al Censo de Población y Vivienda 2010 realizado por el Instituto Nacional de Estadística y Geografía (INEGI) con fecha censal del 12 de junio de 2010, la población de Cutzamala de Pinzón contaba hasta ese año con un total de 4895 habitantes, de dicha cifra, 2361 eran hombres y 2534 eran mujeres.

## Cultura

### Gastronomía
En su extensa gastronomía destacan los huchepos, tamales hechos con masa de maíz tierno y se sirven bañados de crema blanca y salsa de molcajete. Por otro lado, están las toqueres que es una tortilla de maíz preparada de la masa de los elotes muy maduros, servida con queso fresco y salsa de molcajete.  Sin embargo lo más característico y sabroso son las enchiladas cutzamaltecas, que derivaron de modificaciones en la receta de las enchiladas Morelianas. Sin embargo las "cutzamaltecas" tienen toques de chocolate amargo y se fríen en manteca de cerdo, lo que les deja un sabor inigualable. Destaca también el atole de maíz salado, los buñuelos (ambos platillos se preparan únicamente en temporada decembrina).

### Festejos y tradiciones
Como tradición se tienen los festejos de la Semana Santa con procesiones y representaciones de la pasión de Cristo en Semana Santa, así como la fiesta del pueblo de Cutzamala el 15 de agosto "La Virgen de la Asunción". Esta fiesta es muy conocida en toda la región de Tierra Caliente y a la cual asisten personas de los municipios aledaños.
Una de las nuevas festividades es su aniversario de la creación del municipio que se celebra en el mes de marzo, el día es el 16, pero puede iniciarse  antes o después de la fecha ya que se realiza un desfile por motivo de la celebración un día viernes iniciando con desfile carnaval y eventos culturales, se ha añadido bailes,Verbenas populares, jaripeo de toros, castillo y toros de fuegos artificiales.
- Semana Santa
- Aniversario de Cutzamala 16 de marzo
- Fiesta del pueblo (15 de agosto)
- Día de San Juan
- Día de San Pedro
- Día de San Pablo
- Las Fiestas Patrias (15 y 16 de septiembre)
- Día de Muertos (1 y 2 de noviembre)
- Fiestas decembrinas (del 16 al 31 de diciembre)

## Sitios de interés
- Iglesia de la Asunción de María construida en 1555 por Juan Bautista Moya con el convento.
- Conjunto de vestigios de origen purépecha en los barrios del Barco, Ixtapilla y Tamácuaro.
- Río Cutzamala
- Piedra de Angapar
- Casonas vernáculas con amplios portales en la plaza y casonas aledañas al centro histórico.
- Restos óseos del Gral. Eutimio Pinzón y lápida original de su tumba de 1867.
- Casa donde nació el joven poeta y Dr. Eusebio S. Almonte.
- Casa que hospedó a Morelos en 1813 y 1815, y a Iturbide en 1821.

## Personas destacadas
- Eutimio Pinzón (1811-1867), militar, siendo jefe de la Segunda Brigada de la División del Sur, instaló su Cuartel General y base de operaciones en esta población en defensa de la región durante la segunda intervención francesa.
- Matías Zavala, cura cutzamalteco, fue comandante general de Tierra Caliente, nombrado por Vicente Guerrero, Nicolás Bravo y los insurgentes de la región.
- Eusebio S. Almonte (1870-1901), nace en Cutzamala en 1870. Funda en 1898 El Eco del Sur, en el que ataca la imposición de gobernadores en Guerrero. Victoriano Huerta lo hace preso en Mezcala y lo fusila el 5 de junio de 1901 en la Cañada del Zopilote. Es precursor y mártir de la Revolución mexicana que con su muerte incitó a los Figueroa a levantarse.
- José Palacios Gutiérrez, boxeador profesional, campeón nacional de peso wélter en Tuxtla Gutiérrez, Chiapas en 1975.
- Pepe Albarrán.(1921-1994) Compositor cutzamalteco famoso a nivel nacional autor de "Caballo prieto azabache", "La tumba abandonada", "Ojitos verdes", "Caballo alazán lucero", "Canto a Guerrero", "Que te vas te vas", "Uruapan", "Ay tierra mía (Cutzamala)", Leodegario López, Cipriano Jaimes, Los Alegres de Terán, etcétera.
- Alfredo Mundo Fernández, de origen cutzamalteco es el cronista oficial de la región Tierra Caliente y escritor de libros cómo: Historia De Tierra Caliente Cutzamala, magia de un pueblo y Crónicas De Tierra Caliente.
- Carlos D. Ortiz, originario de la Ciudad De México, pero de madre cutzamalteca, recientemente ha lanzado una novela titulada Un hombre de fe, el que lea,  que entienda, en la cual la mayoría de la historia se desarrolla en Cutzamala De Pinzón.